# Sema (métro de Séoul)
Pour les articles homonymes, voir Sema.
Sema (hangeul : 세마 ; hanja : 洗馬) est une station de passage de la ligne 1 du métro de Séoul. Elle est située au 236 Cheonghak-ro, dans le quartier Sema-dong de la ville Osan-si , dans la province Gyeonggi-do, au sud-ouest de la ville de Séoul en Corée du Sud.
Ouverte en 2005, elle est desservie par les rames du service omnibus de la ligne 1.

## Situation sur le réseau

Plan du réseau (2023)

Établie en surface, la station Sema est une station de passage de la ligne 1 (branche Guro-Sinchang) du métro de Séoul, elle est située : entre la station Byeongjeom, en direction du terminus nord-est Yeoncheon, et la station Université d'Osan, en direction du terminus sud-ouest Sinchang.

## Histoire
La station Sema est mise en service le 27 décembre 2005, sur la section dite ligne Gyeongbu de la ligne 1 du métro de Séoul,.

## Services aux voyageurs

### Accès et accueil
La station est établie au 236 Cheonghak-ro, dans le quartier Sema-dong. Elle dispose d'une unique bouche située à l'ouest de la station sur la Semayeok-ro,.

### Desserte
Sema, établie en courbe, la station est desservie par les rames d'un service omnibus de la ligne 1. Elle dispose de deux quais centraux équipés de portes palières.

### Intermodalité
Des arrêts de bus sont situés à proximité des bouches.

## À proximité
Elle dessert notamment le golf Namsuwon Country Club.